# Prodidomus flavipes
Prodidomus flavipes là một loài nhện trong họ Gnaphosidae.
Loài này thuộc chi Prodidomus. Prodidomus flavipes được George Newbold Lawrence miêu tả năm 1952.